# Стјепан Грачан
Стјепан Грачан (Пруговац, код Клоштра Подравског, 28. фебруар 1941) је хрватски вајар.

## Биографија
Рођен је 28. фебруара 1941. године у Пруговцу код Клоштра Подравског. Завршио је гимназију у Осијеку 1961. године. У Загребу је студирао историју уметности и психологију од 1961. до 1963, а затим вајарство на Академији ликовних уметности, где је 1967. дипломирао, а 1968. завршио последипломски студиј. Специјализовао се за монументалну скулптуру у радионици Антуна Аугустинчића од 1969. до 1971. године. Од 1988, био је ликовни педагог на Академији ликовних уметности, од 1992. ванредни, а од 1996. редовни професор. Један је од оснивача ликовне групе „Бијафра“ (1970-1978).
У почетку је радио апстрактну скулптуру по узору на Константина Бранкузија, а по свршетку студија определио се за нову и ангажовану фигурацију. У постбијафранском раздобљу стварао је најразноврснија дела остајући доследан радикалној фигурацији. Од почетка 1980-их, био је заокупљен феноменом светла, те је употребљавао позлату. Од почетка 1990-их, употребљавао је каширани папир и од њега израђивао згажене и разапете људске фигуре.
Награђен је на конкурсима за загребачке споменике Владимиру Назору (1971, прва награда), Аугусту Шенои (1987, трећа награда) и Већеславу Хољевцу (1994, друга награда).
Излагао је самостално у Осијеку, Загребу, Вараждину, Задру, Славонском Броду, Суботици, Монтреалу, Ријеци, те скупно, међу осталим, на изложбама Удруге ликовних умјетника Хрватске, Салон младих у Загребу, скупине „Бијафра“, Надреализам и сувремена хрватска умјетност, Бијенале Славонаца, Поречки анале, Ангажирана фигуралика, Београдски тријенале, Загребачки салон, Осамдесете у Хрватској и остало.
Од 1979. године, бави се и позоришном сценографијом.

## Стваралаштво
Израдио је портретне фигуре Владимир Назор (Загреб, 1971, Винковци, 1974), Аугуст Цесарец (Осијек, 1974), Ђуро Ђаковић (Славонски Брод, 1982), Марија Јурић Загорка (Загреб, 1990), споменик партизанском борцу задарског краја (Затон, 1981), те скулптуре Градишћанска мајка (Велики Бориштоф, 1984) и Јован Крститељ (Задар, 1986). Реализовао је петнаест попрсја (Аугуст Цесарец, 1979).

## Фото галерија
- Споменик Владимиру Назору, Загреб 1971.
- Споменик Аугуста Цесарца, Осијек 1975.
- Биста Аугуста Цесарца, Загреб 1979.
- Споменик Марији Јурић Загорки, Загреб 1990.
- Споменик Ђури Ђаковићу, Бродски Варош 1982.